# Training aktuell
Die Zeitschrift Training aktuell ist eine Fachzeitschrift für Trainer, Berater und Coaches, die seit 1990 von der managerSeminare Verlags GmbH monatlich veröffentlicht wird.

## Themen
Die festen Rubriken der Zeitschrift sind „Information“ (wichtige Marktdaten, Umfrage- und Studienergebnisse sowie Berichte über Trends und Veränderungen aus der Branche), „Inspiration“ (neue Trainings- und Coachingansätze, brauchbare Train-the-Trainer-Angebote, lesenswerte Medien sowie neue Trainingstools), „Organisation“ (Anregungen und Hilfestellungen zur Unternehmensführung, zum Office- und Selbstmanagement, zum Marketing und zur Positionierung), „Interaktion“ (Antworten auf Fragen wie: Welche Messen, Kongresse, Tagungen lohnen den Besuch? Welche Verbände machen was? Wen trifft man wo?) und „Reflexion“ (Trainingsinstitute reflektieren ihre Ziele, Träume, Niederlagen; Marktbeobachter kommentieren die Branche).

## Verlag
Der Verlag entstand aus der GbR Gerhard May und Jürgen Graf und firmiert seit 1993 als managerSeminare Verlags GmbH mit Sitz in Bonn. Neben der Zeitschrift Training aktuell publiziert der Verlag das Weiterbildungsmagazin managerSeminare. Seit 1994 erscheint jährlich die „Weiterbildungsszene Deutschland“, eine Trendstudie über den deutschen Weiterbildungsmarkt. Im Internet ist der Verlag mit mehreren redaktionell betreuten Ressourcen vertreten: Weiterbildungsliteratur (trainerbuch.de), Seminar- und Anbieter-Datenbank (Seminarmarkt.de), Datenbank mit Weiterbildungsexperten (Weiterbildungsprofis.de), Webverzeichnis zur Erwachsenenweiterbildung (trainerlink.de), Datenbank für Kongress-, Seminar- und Tagungsräume (MICEGuide.com).